# Kunowsky (cráter)

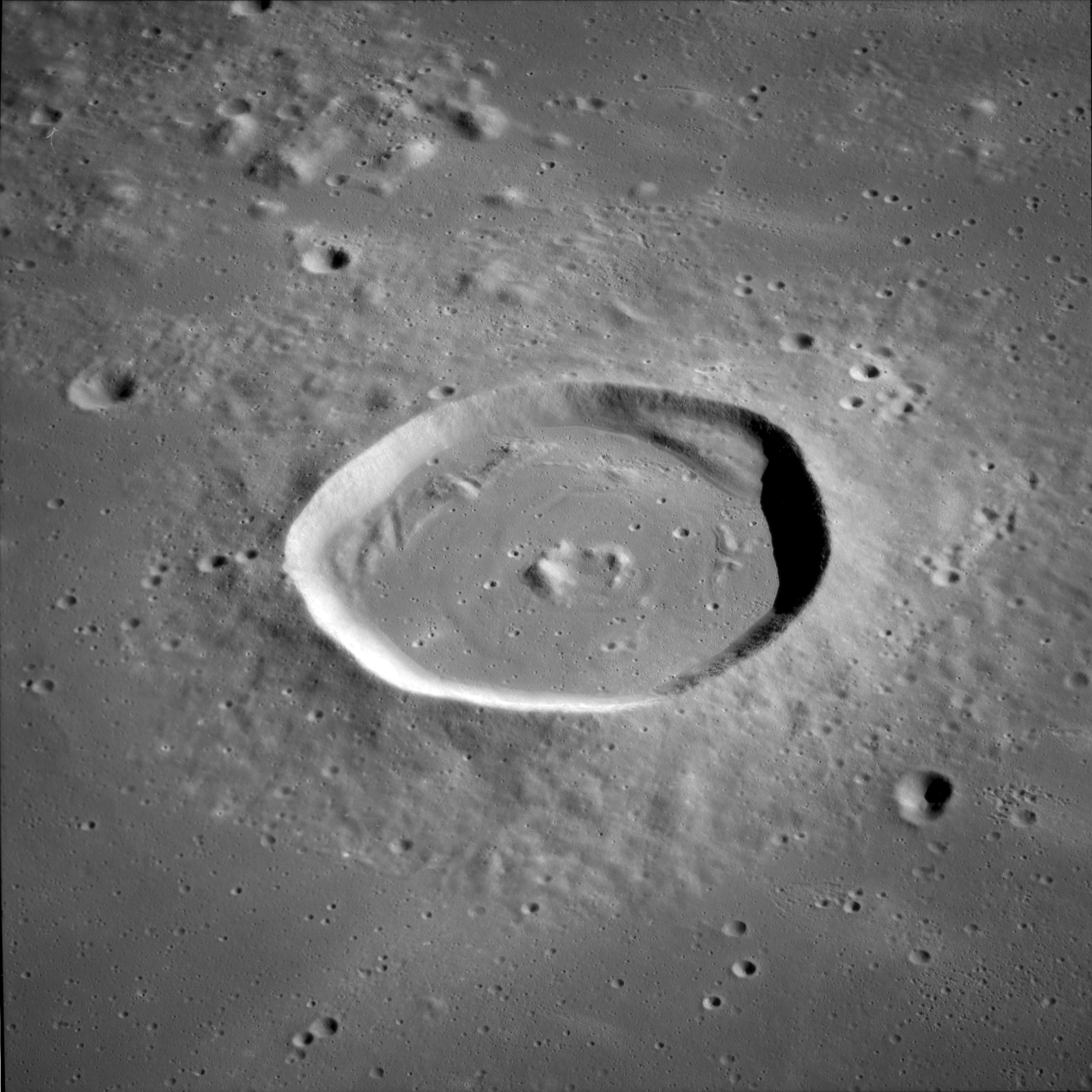
Fotografía de la misión Apolo 12

Kunowsky es un pequeño cráter de impacto localizado en el Mare Insularum, en la mitad occidental de la cara visible de la Luna. Se encuentra alrededor de un tercio de la distancia entre Encke al oeste-noroeste y Lansberg al este-sureste.
|  |

Esta formación está rodeada por un mar lunar, y su interior ha sido inundado por lava basáltica, dejando solo un borde aproximadamente circular que sobresale por encima de la superficie. Este borde es delgado y afilado, sin erosión significativa. Aparte de un minúsculo cráter en el punto medio del suelo interior, no presenta otras características significativas. Se encuentra en una región del mare alcanzada por los sistemas de marcas radiales de los cráteres Kepler al noroeste y Copernicus, algo más lejos, al noreste.

## Cráteres satélite
Por convención estos elementos son identificados en los mapas lunares poniendo la letra en el lado del punto medio del cráter que está más cercano a Kunowsky.
|          | \| Kunowsky \| Coordenadas \| Diámetro \| \| -------- \| ---------------------------- \| -------- \| \| C \| 0°12′S 32°24′O / -0.2, -32.4 \| 3 km \| \| D \| 1°30′N 28°48′O / 1.5, -28.8 \| 5 km \| \| G \| 1°42′N 30°42′O / 1.7, -30.7 \| 4 km \| \| H \| 1°06′N 30°00′O / 1.1, -30.0 \| 3 km \| |          |
| Kunowsky | Coordenadas | Diámetro |
| C        | 0°12′S 32°24′O / -0.2, -32.4 | 3 km     |
| D        | 1°30′N 28°48′O / 1.5, -28.8 | 5 km     |
| G        | 1°42′N 30°42′O / 1.7, -30.7 | 4 km     |
| H        | 1°06′N 30°00′O / 1.1, -30.0 | 3 km     |